# Moehringia fontqueri
Moehringia fontqueri hoặc Arenaria funiculata là một loài thực vật thuộc họ Caryophyllaceae. Đây là loài đặc hữu của Tây Ban Nha. Môi trường sống tự nhiên của chúng là vùng nhiều đá. Chúng hiện đang bị đe dọa vì mất môi trường sống.
Năm 2007, Simone Fior và Per Ola Kampis đề nghị chuyển loài Moehringia fontqueri từ chi Moehringia sang chi Arenaria, và đổi tên loài thành Arenaria funiculata.